# Herb gminy Sanok
Herb gminy Sanok – jeden z symboli gminy Sanok, ustanowiony 29 października 2008.

## Wygląd i symbolika
Herb przedstawia na tarczy trójdzielnej w rosochę w polu górnym w niebieskim polu wizerunek złotego dwugłowego orła (symbol ziemi sanockiej), w polu lewym w czerwonym polu dwa złote półksiężyce, a między nimi srebrny miecz ze złotą rękojeścią (herb Ostoja), natomiast w polu prawym na niebieskim tle godło z herbu Leliwa. 